# Nicklas Bendtner
Nicklas Bendtner (født 16. januar 1988) er en tidligere dansk professionel fodboldspiller, der stoppede sin aktive karriere ved udgangen af 2019, hvor han spillede for F.C. København. Derudover har han tidligere spillet en årrække for den engelske storklub Arsenal fra 2004 til 2014, hvorfra han i perioder var udlejet til Birmingham, Sunderland og Juventus. Desuden har han spillet i VfL Wolfsburg, Nottingham Forest F.C og Rosenborg BK.
Bendtner har haft en lang karriere på det danske landshold, hvor han er blandt alle tiders målscorerliste med 30 mål i 81 landskampe.

## Klubkarriere

### Ungdomsårene
Karrieren begyndte i Tårnby Boldklub, hvorfra han som 14-årig skiftede til KB. Her spillede han frem til sommeren 2004, hvorefter han som 16-årig skiftede til Arsenal. efter at have scoret 3 mål i 3 kampe for U-16 landsholdet

### Arsenal
Efter skiftet til Arsenal i august 2004 steg Nicklas Bendtner langsomt i graderne hos den engelske storklub.
For at få erfaring, spillemæssigt og tempomæssigt, blev Bendtner udlejet til Birmingham City, som spillede i den næstbedste engelske række i sæsonen 2006–2007.
Lejeopholdet i Birmingham City blev mere end succesfuldt for unge Bendtner, der returnerede til Arsenal forud for sæsonen 2007–2008 efter at have været en medvirkende faktor til, at Birmingham sikrede oprykning til Premier League.
Her blev han efterfølgende primært brugt som indskifter og gardering for Emmanuel Adebayor, Eduardo da Silva og Theo Walcott. Bendtner gjorde sig i sæsonen både positivt og negativt bemærket på Arsenals mandskab. Han scorede vigtige mål i Premier League mod både ærkerivalerne Tottenham Hotspur og Liverpool. Samtidig lagde han sig ud med holdets stjerne og topscorer, togolesiske Adebayor, som han kom op og skændes med og til sidst fik en skalle af under Liga Cup-kampen mod Tottenham i januar 2008. Arsenal tabte kampen 5-1, og Bendtner scorede selvmål i kampen.
i 2010 scorede Nicklas Bendtner hattrick i en Champions League kamp mod FC Porto.
I 2008–09 sæsonen figurerede Bendtner i stigende grad på førsteholdet og sluttede sæsonen af med 9 ligamål og 15 mål i alt. I den sidste tid af Arsenal tiden havde Bendtner nummer 52 efter at have indledt tiden i klubben med nummer 26. I tiden hos Arsenal var Bendtner med til at vinde FA cuppen i sæsonen 2014, og han scorede i alt 24 ligamål for klubben.

### Sunderland
På transfervinduets sidste dag blev Bendtner den 31. august 2011 udlejet til den engelske klub Sunderland på en étårig aftale. Her han spillede 28 kampe og scorede otte ligamål.

### Juventus
Da Bendtner ikke var en del af Arsenal-manager Arsène Wengers planer, blev Bendtner i august 2012 udlejet for ét år til den italienske storklub Juventus F.C. I Juventus var han med til at vinde det italienske mesterskab i sæsonen 2012-13. Bendtner havde dog svært ved at tilkæmpe sig et startplads.

### Wolfsburg
Efter at Bendtners kontrakt med Arsenal udløb i sommeren 2014 skiftede han til transferfrit til VfL Wolfsburg i Tyskland. Han skrev under på en toårig kontrakt med klubben.
Den 15. august 2014 blev det offentliggjort, at Bendtner fik rygnummer 3. Bendtner sagde, at hans mor havde valgt nr. 3. I Wolfsburg havde Bendtner svært ved at tilkæmpe sig en startplads; han scorede tre ligamål i de to år, han var i den tyske klub. Han var med til at vinde den tyske cup i 2014-15 og i 2015-16.

### Nottingham Forest
6. september 2016 skrev Nicklas Bendtner under på en toårig kontrakt med Nottingham Forest F.C., hvor han fik tildelt nummer 14. Det blev et kort ophold i den engelske klub, men alligevel nåede Bendtner at spille 15 kampe og score to mål for klubben.[kilde mangler]

### Rosenborg BK
Bendtner skrev den 6. marts 2017 under på en treårig kontrakt og fik tildelt nummer 9 i Rosenborg. Efter en række år med sparsom succes i sine tidligere klubber fik Nicklas Bendtner for alvor gang i målscoringen hos Rosenborg. Han blev topscorer i eliteserien i Norge i sæsonen 2017 med 19 ligamål og var med til at vinde det norske mesterskab for klubben. Efter at klubben ikke havde held til at kvalificere sig til Champions League, kvalificerede Rosenborg med Bendtner på holdet sig til UEFA Europa League 2017-18. Bendtner er respekteret i Rosenborg og har desuden et godt forhold til sin træner. Bendtners kontrakt med Rosenborg havde udløb nytårsaften 2019.

### F.C. København
Den 2. september 2019 på sommertransfervinduets sidste dag skrev Bendtner under på en aftale gældende for resten af 2019. Han fik nummer 32.
Ved udløb af kontrakten meddelte FCK, at kontrakten ikke blev forlænget. Bendtner opnåede i FCK at spille ni kampe, hvori han scorede ét mål. Målet blev scoret i en pokalkamp mod FC Nordsjælland den 31. oktober. Han opnåede også at score et mål i en straffesparkskonkurrence i en pokalkamp mod Hillerød Fodbold den 25. september 2019.

## Landsholdskarriere
I maj 2006 blev han for første gang udtaget til det danske U-21 landshold, og han var en del af truppen ved U-21 EM 2006.
Han fik sin A-landsholdsdebut mod Polen den 16. august 2006, i en kamp som Danmark vandt 2-0 med Nicklas Bendtner som første målscorer. Bendtner scorede ligeledes i sin anden landskamp, nemlig det sidste mål i 4-2 sejren over Portugal på Brøndby Stadion den 1. september 2006, ligesom han kort efter blev matchvinder i 0-1 sejren på udebane over Tyskland 28. marts 2007. Han har siden i mange år været en målfarlig angriber på landsholdet, også i perioder hvor han ikke har fået specielt meget spilletid i på klubholdet.
Efter at Danmark ikke kvalificerede sig til EM i 2016 var Bendtner i en periode på næsten to år ikke med på landsholdet. Hans succes i Rosenborg fik dog landstræner Åge Hareide til at efterudtage Bendtner til de afgørende kvalifikationskampe til VM 2018. Bendtner scorede 30 mål i sine 81 landskampe.

## Karrierestatistik

### Klub
(tal fra 26. november 2018)
| Klub                    | Sæson   | Liga  | Liga | Liga    | Pokalturnering | Pokalturnering | Pokalturnering | Ligacup | Ligacup | Ligacup | Europa | Europa | Europa  | Total | Total | Total   |
| Klub                    | Sæson   | Kampe | Mål  | Assists | Kampe          | Mål            | Assists        | Kampe   | Mål     | Assists | Kampe  | Mål    | Assists | Kampe | Mål   | Assists |
| ----------------------- | ------- | ----- | ---- | ------- | -------------- | -------------- | -------------- | ------- | ------- | ------- | ------ | ------ | ------- | ----- | ----- | ------- |
| Arsenal                 | 2005–06 | 0     | 0    | 0       | 0              | 0              | 0              | 3       | 0       | 0       | 0      | 0      | 0       | 3     | 0     | 0       |
| Birmingham City (lån)   | 2006–07 | 42    | 11   | 7       | 2              | 0              | 0              | 4       | 2       | 2       | 0      | 0      | 0       | 48    | 13    | 9       |
| Arsenal                 | 2007–08 | 27    | 5    | 3       | 2              | 1              | 0              | 5       | 1       | 0       | 6      | 2      | 1       | 40    | 9     | 4       |
| Arsenal                 | 2008–09 | 30    | 9    | 3       | 5              | 2              | 1              | 2       | 2       | 1       | 12     | 2      | 0       | 50    | 15    | 5       |
| Arsenal                 | 2009–10 | 23    | 6    | 6       | 0              | 0              | 0              | 1       | 1       | 0       | 7      | 5      | 1       | 31    | 12    | 7       |
| Arsenal                 | 2010–11 | 17    | 2    | 3       | 5              | 4              | 2              | 5       | 3       | 0       | 5      | 0      | 0       | 32    | 9     | 5       |
| Arsenal                 | 2011–12 | 1     | 0    | 0       | 0              | 0              | 0              | 0       | 0       | 0       | 0      | 0      | 0       | 1     | 0     | 0       |
| Sunderland (leje)       | 2011–12 | 28    | 8    | 5       | 2              | 0              | 0              | 0       | 0       | 0       | 0      | 0      | 0       | 30    | 8     | 5       |
| Juventus (leje)         | 2012–13 | 7     | 0    | 0       | 0              | 0              | 0              | 0       | 0       | 0       | 1      | 0      | 0       | 8     | 0     | 0       |
| Arsenal                 | 2013-14 | 9     | 2    | 0       | 1              | 0              | 0              | 2       | 0       | 0       | 2      | 0      | 0       | 14    | 2     | 0       |
| VfL Wolfsburg           | 2014-15 | 18    | 1    | 0       | 0              | 0              | 0              | 2       | 0       | 0       | 8      | 4      | 0       | 28    | 5     | 0       |
| VfL Wolfsburg           | 2015-16 | 13    | 2    | 0       | 0              | 0              | 0              | 0       | 0       | 0       | 4      | 0      | 0       | 19    | 4     | 0       |
| Nottingham Forest       | 2016-17 | 15    | 2    | 0       | 1              | 0              | 0              | 1       | 0       | 1       | 0      | 0      | 0       | 17    | 2     | 0       |
| Rosenborg               | 2017    | 29    | 19   | 0       | 0              | 0              | 0              | 1       | 0       | 0       | 12     | 4      | 0       | 0     | 43    | 23      |
| Rosenborg               | 2018    | 23    | 5    | 0       | 0              | 0              | 0              | 0       | 0       | 0       | 6      | 3      | 1       | 0     | 29    | 8       |
| Rosenborg               | 2019    | 5     | 0    | 0       | 0              | 0              | 0              | 0       | 0       | 0       | 0      | 0      | 0       | 0     | 5     | 0       |
| F.C. København          | 2019-20 | 6     | 0    | 2       | 1              | 0              | 0              | 1       | 0       | 0       | 0      | 0      | 0       | 9     | 1     | 0       |
| Tårnby Fodbold Forening | 2020-   |       |      |         |                |                |                |         |         |         |        |        |         | 3     |       |         |

### Landskampsmål
| Mål | Dato               | Sted                                | Modstander | Score | Resultat | Turnering                           |
| --- | ------------------ | ----------------------------------- | ---------- | ----- | -------- | ----------------------------------- |
| 1.  | 16. august 2006    | Odense, Danmark                     | Polen      | 1–0   | 2–0      | Venskabskamp                        |
| 2.  | 1. september 2006  | København, Danmark                  | Portugal   | 4–2   | 4–2      | Venskabskamp                        |
| 3.  | 28. marts 2007     | Duisburg, Tyskland                  | Tyskland   | 1–0   | 1–0      | Venskabskamp                        |
| 4.  | 17. november 2007  | Belfast, Nordirland                 | Nordirland | 1–0   | 1–2      | Kvalifikation til EM i fodbold 2008 |
| 5.  | 21. november 2007  | København, Danmark                  | Island     | 1–0   | 3–0      | Kvalifikation til EM i fodbold 2008 |
| 6.  | 26. februar 2008   | Nova Gorica, Slovenien              | Slovenien  | 2–1   | 2–1      | Venskabskamp                        |
| 7.  | 26. marts 2008     | Herning, Danmark                    | Tjekkiet   | 1–0   | 1–1      | Venskabskamp                        |
| 8.  | 10. september 2008 | Lissabon, Portugal                  | Portugal   | 1–1   | 3–2      | Kvalifikation til VM i fodbold 2010 |
| 9.  | 5. september 2009  | København, Danmark                  | Portugal   | 1–0   | 1–1      | Kvalifikation til VM i fodbold 2010 |
| 10. | 9. september 2009  | Tirana, Albanien                    | Albanien   | 1–0   | 1–1      | Kvalifikation til VM i fodbold 2010 |
| 11. | 3. marts 2010      | Wien, Østrig                        | Østrig     | 1–1   | 1–2      | Venskabskamp                        |
| 12. | 19. juni 2010      | Pretoria, Sydafrika                 | Cameroun   | 1–1   | 2–1      | VM i fodbold 2010                   |
| 13. | 7. september 2011  | København, Danmark                  | Norge      | 1–0   | 2–0      | Kvalifikation til EM i fodbold 2012 |
| 14. | 7. september 2011  | København, Danmark                  | Norge      | 2–0   | 2–0      | Kvalifikation til EM i fodbold 2012 |
| 15. | 11. oktober 2011   | København, Danmark                  | Portugal   | 2–0   | 2–1      | Kvalifikation til EM i fodbold 2012 |
| 16. | 11. november 2011  | København, Danmark                  | Sverige    | 1–0   | 2–0      | Venskabskamp                        |
| 17. | 15. november 2011  | Esbjerg, Danmark                    | Finland    | 2–1   | 2–1      | Venskabskamp                        |
| 18. | 26. maj 2012       | Hamburg, Tyskland                   | Brasilien  | 1–3   | 1–3      | Venskabskamp                        |
| 19. | 13. juni 2012      | Lviv, Ukraine                       | Portugal   | 1–2   | 2–3      | EM i fodbold 2012                   |
| 20. | 13. juni 2012      | Lviv, Ukraine                       | Portugal   | 2–2   | 2–3      | EM i fodbold 2012                   |
| 21. | 12. oktober 2012   | Sofia, Bulgarien                    | Bulgarien  | 1–1   | 1–1      | Kvalifikation til VM i fodbold 2014 |
| 22. | 14. november 2012  | Istanbul, Tyrkiet                   | Tyrkiet    | 1–0   | 1–1      | Venskabskamp                        |
| 23. | 11. oktober 2013   | København, Danmark                  | Italien    | 1–1   | 2-2      | Kvalifikation til VM i fodbold 2014 |
| 24. | 11. oktober 2013   | København, Danmark                  | Italien    | 2–1   | 2-2      | Kvalifikation til VM i fodbold 2014 |
| 25. | 14. november 2014  | Partizan Stadium, Belgrade, Serbien | Serbien    | 1-1   | 3-1      | Kvalifikation til EM i fodbold 2016 |
| 26. | 14. november 2014  | Partizan Stadium, Belgrade, Serbien | Serbien    | 3-1   | 3-1      | Kvalifikation til EM i fodbold 2016 |
| 27  | 25. marts 2015     | NRGi Park, Aarhus, Danmark          | USA        | 1-1   | 3-2      | Venskabskamp                        |
| 28. | 25. marts 2015     | NRGi Park, Aarhus, Danmark          | USA        | 2-2   | 3-2      | Venskabskamp                        |
| 29. | 25. marts 2015     | NRGi Park, Aarhus, Danmark          | USA        | 3–2   | 3-2      | Venskabskamp                        |
| 30. | 14. november 2017  | Aviva Stadium, Dublin, Irland       | Irland     | 1-5   | 1-5      | Kvalifikation til VM i fodbold 2018 |

## Hæder
- Bendtner blev 2006 udtaget til Årets hold.[23]

- Han blev samme år kåret som Årets Fund i dansk idræt.[24]

- Nicklas Bendtner blev den yngste dansker nogensinde til at runde 25 landskampe for det danske A-landshold, i en alder af 21 år og 75 dage, i april 2009. Rekorden tog Bendtner fra det danske fodboldikon Michael Laudrup, der som ung landsholdspiller rundede 25 landskampe i en alder af 21 år og 119 dage 9. oktober 1985.[25] Senere har Christian Eriksen dog slået rekorden.
- I 2009 blev han kåret til årets fodboldspiller i Danmark.

### Klub
Juventus
- Serie A: 2012–13

Arsenal
- FA Cup: 2013–14

Wolfsburg
- DFL-Supercupsieger: 2015

- DFB Pokal: 2014–15

Rosenborg
- Eliteserien: 2017

### Individuelle
- Årets danske U/17-fodboldspiller: 2004
- Årets danske fodboldtalent: 2007
- Årets Fodboldspiller i Danmark: 2009

## Privatliv
Bendtner har dannet par med baronesse Caroline Fleming, men i 2011 gik parret fra hinanden. De har sammen en søn som blev født 16. december 2010. I perioden 2011-2014 dannede han par med skuespillerinden Julie Zangenberg.
Han har sidenhen fra april 2017 til 2018 dannet par med Natasja Madsen.
Juli 2018 - marts 2021 har Nicklas Bendtner dannet par med fotomodellen Philine Roepstorff. Parret deler ud af deres privatliv i serien "Bendtner og Philine", som premierede på Dplay i foråret 2020.
I november 2019 udkom selvbiografien Nicklas Bendtners "Begge sider", skrevet af den prisvindende journalist og forfatter Rune Skyum-Nielsen. Bogen nåede på rekordtid at blive årets bedst sælgende biografi og høstede generelt positive anmeldelser pga. dens ærlighed, underholdningsværdi og kig ind bag facaden i en pengefikseret fodboldkultur, hvor de unges tarv kommer bagest i køen . Bogen blev til efter et længere tilløb, hvor forfatteren opbyggede en tillidsfuld relation til fodboldspilleren .